# Distoleon verendus
Distoleon verendus är en insektsart som först beskrevs av Walker 1853.  Distoleon verendus ingår i släktet Distoleon och familjen myrlejonsländor. Inga underarter finns listade i Catalogue of Life.